# Hana Mandlíková
Hana Mandlíková, češka tenisačica, * 19. februar 1962, Praga, Češkoslovaška (danes Češka).
Mandlíková je zmagovalka štirih posamičnih turnirjev za Grand Slam, še štirikrat pa je zaigrala v finalu. Dvakrat je osvojila Odprto prvenstvo Avstralije, v letih 1980, ko je v finalu premagala Wendy Turnbull, in 1987, ko je v finalu premagala Martino Navratilovo, ter po enkrat Odprto prvenstvo Francije, ko je leta 1981 v finalu premagala Sylvio Haniko, in Odprto prvenstvo ZDA, ko je leta 1985 v finalu premagala Navratilovo. S slednjo se je v osmih finalih pomerila trikrat in dvakrat zmagala, vse ostale tri poraze pa ji je prizadejala Chris Evert, dvakrat na turnirjih za Odprto prvenstvo ZDA in enkrat za Odprto prvenstvo Anglije. Najvišjo uvrstitev na ženski teniški lestvici je dosegla 16. aprila 1984 s tretjim mestom. Med mešanimi dvojicami je osvojila zmago na turnirju za Odprto prvenstvo ZDA in še tri uvrstitve v finale turnirjev za Grand Slam. Leta 1994 je bila sprejeta v Mednarodni teniški hram slavnih.

## Finali Grand Slamov (8)

### Zmage (4)
| Leto | Turnir                          | Nasprotnica v finalu | Rezultat finala     |
| 1980 | Odprto prvenstvo Avstralije     | Wendy Turnbull       | 6–0, 7–5            |
| 1981 | Odprto prvenstvo Francije       | Sylvia Hanika        | 6–2, 6–4            |
| 1985 | Odprto prvenstvo ZDA            | Martina Navratilova  | 7–6(3), 1–6, 7–6(2) |
| 1987 | Odprto prvenstvo Avstralije (2) | Martina Navratilova  | 7–5, 7–6(1)         |

### Porazi (4)
| Leto | Turnir                       | Nasprotnica v finalu | Rezultat finala |
| 1980 | Odprto prvenstvo ZDA         | Chris Evert          | 7–5, 1–6, 1–6   |
| 1981 | Odprto prvenstvo Anglije     | Chris Evert          | 2–6, 2–6        |
| 1982 | Odprto prvenstvo ZDA (2)     | Chris Evert          | 3–6, 1–6        |
| 1986 | Odprto prvenstvo Anglije (2) | Martina Navratilova  | 6–7, 3–6        |